# Dirk Schlächter
Dirk Schlächter (Bad Nauheim, 15. veljače 1965.) je basist njemačkog power metal sastava Gamma Ray.

## Životopis
Dirk je prvi put došao u kontakt s glazbom u glazbenoj školi s 8 godina. S 11 godina dobio je svoju prvu akustičnu gitaru, a odmah zatim električnu s 15 godina. S 19 godina je počeo svirati bas-gitaru. Tijekom ovog vremena svirao je u sastavima Blue Life, Sold Out, Louis Glover House Band, te Drivin' Force.
Pojavio se kao gostujući glazbenik na prvom albumu Gamma Ray Heading for Tomorrow, svirajući bas-gitaru u pjesmi "Money" te djelomice u pjesmi "The Silence". Preostale bas dionice je odsvirao Uwe Wessel. Schlächter je angažiran da svira bas-gitaru s Gamma Ray na njhovoj prvoj turneji, ali pošto se bivši sastav Uwe Wessela raspao u to vrijeme, Schlächteru je ponuđen posao drugog gitarista.
Od tada je postao Gamma Rayevim stalnim gitaristom. Svirao je gitaru na albumima Sigh No More, Insanity & Genius, te Land of the Free. Nakon albuma Land of the Free, basist Jan Rubach je napustio sastav pa je Schlächter preuzeo poziciju basista, a Henjo Richter je postao novim gitaristom sastava. Izdavanje albuma Somewhere Out in Space je označilo Schlächterov povratak bas-gitaru, što i svira sve do danas.

## Diskografija

### Gamma Ray

#### Studijski albumi
- Heading for Tomorrow (1990.) (kao gostujući glazbenik, svirao je na dvije pjesme)
- Sigh No More (1991.)
- Insanity and Genius (1993.)
- Land of the Free (1995.)
- Somewhere Out in Space (1997.)
- Power Plant (1999.)
- No World Order (2001.)
- Majestic (2005.)
- Land of the Free II (2007.)
- To the Metal! (2010.)
- Empire of the Undead (2014.)

#### Albumi uživo
- Alive '95 (1996.)
- Skeletons in the Closet (2003.)

#### EP albumi
- Heaven Can Wait (1990.)
- Silent Miracles (1996.)
- Valley of the Kings (1997.)

#### Kompilacijski albumi
- The Karaoke Album (1997.)
- Blast from the Past (2000.)

#### Video i DVD albumi
- Heading for the East (1990.)
- Lust for Live (1993.)

## Vanjske poveznice
- Gamma Ray, službene stranice